# Yvonne Vrhovac
Yvonne Vrhovac (Zagreb, 1940. – Zagreb, 2023.), romanistica, profesorica francuskoga jezika i jezični pedagog.
Maturirala je u Klasičnoj gimnaziji u Zagrebu 1958. Na Filozofskom fakultetu u Zagrebu diplomirala je 1963. godine francuski jezik, književnost i engleski.  
U Klasičnoj gimnaziji u Zagrebu radi 18 godina kao profesor francuskog i engleskog jezika (1963. – 1981.).
Poslijediplomski studij lingvistike upisuje 1975. godine. Od 1981. do 2017. predavala je metodiku nastave francuskoga jezika na Odsjeku za romanistiku Filozofskoga fakulteta u Zagrebu, pri čemu je od 2005. redovita profesorica u trajnome zvanju. U funkciji glotodidaktičara u 35 godina rada obrazovala je brojne generacije profesora jezika i uvela ih u umijeće izvođenja nastave stranih jezika.
Autorica je više udžbenika za francuski jezik i učenje stranih jezika. Za zasluge u promicanju francuskoga jezika, 1997. godine dodijeljen joj je Orden viteza Legije časti u ime predsjednika Francuske Republike.
Unuka je redatelja Branka Gavelle, kći romanistice i promicateljice frankofonije Ivane Batušić, sestra akademika i teatrologa Nikole Batušića, supruga liječnika Božidara Vrhovca.

## Djela
- Strani jezik u osnovnoj školi, Naprijed, Zagreb 1999.
- Govorna komunikacija i interakcija na satu stranog jezika, Naklada Ljevak, Zagreb 2001.
- Réfléchis et dis-le en français 1, 2, 3, 4, Školska knjiga, 2000. – 2005.
- Un, deux, trois, nous voilà 1, 2, 3, 4, Školska knjiga, 2005. – 2008.
- Introduire le Portfolio européen des langues dans des classes croates et françaises de langues étrangères. De l’usage de la langue à la conscience linguistique., FF press, Zagreb, 2012.
- Izazovi učenja stranoga jezika u osnovnoj školi, Naklada Ljevak, Zagreb, 2019.
- "Visages de la France" & "Entrée Libre" – televizijske emisije za učenje stranog jezika (1981. i 1985.).[5]

## Dužnosti
- Pedagoški savjetnik Alliance française u Zagrebu od 1980. godine.[6]
- Voditeljica poslijediplomskog studija glotodidaktike od 1988. do 2001. godine.
- Predsjednica Hrvatskoga društva za primijenjenu lingvistiku (HDPL-a) od 1989. do 1993. godine.
- Sudionica u radionicama projekta Vijeća Europe o učenju stranih jezika u ranoj dobi od 1989. godine.[5]
- Pročelnica odsjeka za romanistiku Filozofskoga fakulteta u Zagrebu od 1989. do 1991. godine.
- Glavni istaživač na znanstvenom projektu : «Istraživnje procesa učenja i usvajanja stranog jezika u ranoj dobi» (1991.-2001.) i “Razvijanje učenikove samostalnosti s pomoću Europskog jezičnog portfolija (EJP)” (2007.-2010.), pri Ministarstvu znanosti, obrazovanja i športa.
- Član radne skupine za jezično-komunikacijsko područje u razradi Nacionalnog okvirnog kurikuluma (2010.-2011.)